# Why'd You Lie To Me
Why'd You Lie to Me este un cântec al artistei americane Anastacia. Acesta fost inclus pe varianta americană a albumului de debut al acesteia, Not That Kind și pe al doilea album de studio, Freak Of Nature și a fost lansat ca cel de-al patrulea single al celui de-al doilea album. Piesa vorbește despre cum o relație se destramă din cauza infidelității și multă vreme s-a crezut că piesa îi este adresată fostului iubit al Anastaciei, Shawn Woods, care a înșelat-o. Single-ul nu a avut succesul precedentelor, cea mai înaltă poziție atinsă în clasamentele de specialitate fiind 12, în România, unde a avut un parcurs remarcabil.

## Formate și track listing-uri
- European CD 1

1. "Why'd You Lie to Me" [Album Version] 3:45
2. "Why'd You Lie to Me" [M*A*S*H Master Mix] 7:03
3. "Why'd You Lie to Me" [M*A*S*H Deep Club] 8:14
4. "Why'd You Lie to Me" [Kardinal Beats Mix] 4:31
5. "Why'd You Lie to Me" [Enhanced Video]

- European CD 2

1. "Why'd You Lie to Me" [Album Version] 3:45
2. "Why'd You Lie to Me" [M*A*S*H Deep Club] 8:14
3. "Why'd You Lie to Me" [M*A*S*H Radio Mix]
4. "Why'd You Lie to Me" [Kardinal Beats Mix] 4:31
5. "Bad Girls" (cu Jamiroquai) [Live at The Brits 2002]

- European promo single

1. "Why'd You Lie to Me" [Album Version] 3:45

- Spanish promo single

1. "Why'd You Lie to Me" [M*A*S*H Radio Mix]
2. "Why'd You Lie to Me" [Kardinal Beats Mix] 4:31
3. "Why'd You Lie to Me" [Album Version] 3:45

- UK double CD single Set

CD1  
1. "Why'd You Lie to Me" [Album Version] 3:45
2. "Why'd You Lie to Me" [M*A*S*H Radio Mix]
3. "Bad Girls" (cu Jamiroquai) [Live at The Brits 2002]
4. "Why'd You Lie to Me" [Enhanced Video]

CD2   
1. "Why'd You Lie to Me" [Album Version] 3:45
2. "Why'd You Lie to Me" [Omar's UK Kardinal Mix]
3. "Boom" [Album Version] 3:19
4. "Boom" [Enhanced Video]

- US Edition Maxi Single

1. "Why'd You Lie to Me" [Album Version] 3:45
2. "Why'd You Lie to Me" [M*A*S*H Radio Mix]
3. "Why'd You Lie to Me" [Kardinal Beats Mix] 4:31
4. "Bad Girls" (cu Jamiroquai) [Live at The Brits 2002]

- UK promo 12" single (M*A*S*H Mixes)

A-side
1. "Why'd You Lie to Me" [M*A*S*H Master Mix] 7:03

B-side
1. "Why'd You Lie to Me" [M*A*S*H Deep Club] 8:14

- UK 12" promo maxi single (Kardinal/Nu Soul Mixes)

A-side
1. "Why'd You Lie to Me" [Kardinal Beats Mix] 4:31
2. "Why'd You Lie to Me" [Kardinal Beats Instrumental] 4:31

B-side
1. "Why'd You Lie to Me" [Nu Soul DNB Mix] 6:38

## Clasamente
| Clasament                     | Poziția maximă |
| ----------------------------- | -------------- |
| Australian ARIA Singles Chart | 66             |
| Austrian Singles Chart        | 37             |
| Dutch Singles Chart           | 13             |
| Finnish Singles Chart         | 19             |
| German Singles Chart          | 55             |
| Italian Singles Chart         | 31             |
| Romanian Singles Chart        | 12             |
| Swedish Singles Chart         | 25             |
| Swiss Singles Chart           | 39             |
| UK Singles Chart              | 25             |
| United World Chart            | 27             |